# Pauline Alderman
Edith Pauline Alderman (16 de enero de 1893-11 de octubre de 1983) fue una musicóloga y compositora estadounidense.

## Biografía
Alderman nació en Lafayette, Oregón, y en su juventud recibió formación en piano y órgano, así como en literatura inglesa y alemana. Se graduó de la escuela Secundaria Washington en Portland, Oregón. Su primera carrera docente comenzó en la escuela secundaria McMinnville en 1916, donde impartió clases de literatura inglesa. Alderman continuó enseñando historia y música en Portland y asistió a clases de música de verano en la Universidad de California en Berkeley, en 1918. Entre 1920 y 1923 fue alumna de Carolyn Alchin, mientras esta impartía clases en el Conservatorio de Música Ellison-White, entonces recién fundado en Portland. Asistió al Instituto de Arte Musical de Nueva York (posteriormente escuela Juilliard), donde fue alumna de Percy Goetschius, en 1923. Un año después, comenzó a impartir clases de piano, teoría musical e historia de la música en el Pomona College de Claremont, California. Posteriormente, de 1928 a 1930, impartió clases en la Universidad de Washington y después en música y literatura en la Universidad del Sur de California en Los Ángeles, donde obtuvo su doctorado. Alderman recibió clases de Arnold Schönberg.
Se mudó a Europa en 1938, donde decidió tomar clases con Donald Francis Tovey en la Universidad de Edimburgo. Se trasladó a la Universidad de Estrasburgo para realizar estudios de doctorado. Regresó a Los Ángeles en 1940, donde volvió a impartir clases en la Universidad del Sur de California. Mientras enseñaba, recibió clases de composición de Ernst Toch y Lucien Cailliet. Alderman presentó su tesis en la USC, titulada Antoine Boësset y el Air de Cour, y en 1946 recibió el primer doctorado en música de la USC. En 1952, se convirtió en la primera presidenta del Departamento de Historia y Literatura Musical, que ella misma fundó, hasta su jubilación en 1960. Falleció en Los Ángeles, California.